# Rajd Grecji 2002
Rezultaty Rajdu Grecji (49th Acropolis Rally), eliminacji Rajdowych Mistrzostw Świata w 2002 roku, który odbył się w dniach 14 – 16 czerwca. Była to siódma runda czempionatu w tamtym roku i trzecia szutrowa, a także trzecia w Junior WRC. Bazą rajdu było miasto Ateny. Zwycięzcami rajdu zostali Brytyjczycy Colin McRae i Nicky Grist w Fordzie Focusie WRC. Wyprzedzili oni Finów Marcusa Grönholma i Timo Rautiainena w Peugeocie 206 WRC oraz Hiszpanów Carlosa Sainza i Luísa Moyę w Fordzie Focusie WRC. Z kolei w Junior WRC zwyciężyli Finowie Janne Tuohino i Petri Vihavainen, jadący Citroënem Saxo VTS S1600.
Rajdu nie ukończyło pięciu kierowców fabrycznych. Brytyjczyk Richard Burns w Peugeocie 206 WRC odpadł na 13. odcinku specjalnym z powodu awarii wypadku i utraty koła. Kierowca Mitsubishi Lancera WRC Alister McRae zrezygnował z jazdy na 13. oesie z powodu awarii układu kierowniczego. Fin Tommi Mäkinen w Subaru Imprezie WRC miał wypadek na 6. oesie. Z kolei dwaj kierowcy Hyundaia Accenta WRC Fin Juha Kankkunen i Belg Freddy Loix odpadli odpowiednio na 8. i 14. oesie. Pierwszy z nich zrezygnował z rajdu na skutek awarii zawieszenia, a drugi awarii silnika.

## Klasyfikacja ostateczna
| Miejsce                     | Zawodnik                  | Pilot                     | Samochód                  | Czas                      | Strata                    | Grupa                     | Punkty                    |
| WRC (pierwsza dziesiątka)   | WRC (pierwsza dziesiątka) | WRC (pierwsza dziesiątka) | WRC (pierwsza dziesiątka) | WRC (pierwsza dziesiątka) | WRC (pierwsza dziesiątka) | WRC (pierwsza dziesiątka) | WRC (pierwsza dziesiątka) |
| --------------------------- | ------------------------- | ------------------------- | ------------------------- | ------------------------- | ------------------------- | ------------------------- | ------------------------- |
| 1.                          | Colin McRae               | Nicky Grist               | Ford Focus WRC            | 4:27:43.8                 |                           | A8 M                      | 10                        |
| 2.                          | Marcus Grönholm           | Timo Rautiainen           | Peugeot 206 WRC           | 4:28:08.3                 | +24.5                     | A8 M                      | 6                         |
| 3.                          | Carlos Sainz              | Luís Moya                 | Ford Focus WRC            | 4:29:29.4                 | +1:45.6                   | A8 M                      | 4                         |
| 4.                          | Harri Rovanperä           | Risto Pietiläinen         | Peugeot 206 WRC           | 4:29:41.4                 | +1:57.6                   | A8 M                      | 3                         |
| 5.                          | Petter Solberg            | Phil Mills                | Subaru Impreza WRC        | 4:29:42.4                 | +1:58.6                   | A8 M                      | 2                         |
| 6.                          | Markko Märtin             | Michael Park              | Ford Focus WRC            | 4:30:23.9                 | +2:40.1                   | A8 M                      | 1                         |
| 7.                          | Sébastien Loeb            | Daniel Elena              | Citroën Xsara WRC         | 4:31:29.6                 | +3:45.8                   | A8                        |                           |
| 8.                          | Thomas Rådström           | Denis Giraudet            | Citroën Xsara WRC         | 4:32:52.5                 | +5:08.7                   | A8                        |                           |
| 9.                          | Armin Schwarz             | Manfred Hiemer            | Hyundai Accent WRC        | 4:33:24.8                 | +5:41.0                   | A8 M                      |                           |
| 10.                         | Toni Gardemeister         | Paavo Lukander            | Škoda Octavia WRC         | 4:35:01.2                 | +7:17.4                   | A8 M                      |                           |
| JWRC (punktujący zawodnicy) |                           |                           |                           |                           |                           |                           |                           |
| 1. (19.)                    | Janne Tuohino             | Petri Vihavainen          | Citroën Saxo VTS S1600    | 5:04:27.8                 |                           | A6                        | 10                        |
| 2. (20.)                    | Andrea Dallavilla         | Giovanni Bernacchini      | Citroën Saxo VTS S1600    | 5:05:51.                  | +1:23.3                   | A6                        | 6                         |
| 3. (21.)                    | Nicola Caldani            | Dario D'Esposito          | Fiat Punto S1600          | 5:07:13.7                 | +2:45.9                   | A6                        | 4                         |
| 4. (23.)                    | Daniel Solà               | Alex Romaní               | Citroën Saxo VTS S1600    | 5:08:08.5                 | +3:40.7                   | A6                        | 3                         |
| 5. (24.)                    | Martin Rowe               | Chris Wood                | Ford Puma S1600           | 5:09:50.8                 | +5:23.0                   | A6                        | 2                         |
| 6. (30.)                    | Alexander Foss            | Cato Menkerud             | Ford Puma S1600           | 5:38:40.2                 | +34:12.4                  | A6                        | 1                         |

1. ↑  Litera M przy oznaczeniu grupy do której należy samochód oznacza, iż tylko ci kierowcy zdobywali punkty dla swoich zespołów liczonych w klasyfikacji producentów na koniec sezonu.

## Zwycięzcy odcinków specjalnych
| Dzień        | Odcinek | G. rozp. | Nazwa        | Długość | Zwycięzca         | Czas    | Lider rajdu   |
| ------------ | ------- | -------- | ------------ | ------- | ----------------- | ------- | ------------- |
| 1 14 czerwca | SS1     | 09:07    | Pavliani 1   | 24.45km | Markko Märtin     | 19:32.1 | Markko Märtin |
| 1 14 czerwca | SS2     | 10:40    | Karoutes 1   | 18.89km | Thomas Rådström   | 11:56.5 | Markko Märtin |
| 1 14 czerwca | SS3     | 12:36    | Paleohori    | 20.52km | Freddy Loix       | 13:54.9 | Markko Märtin |
| 1 14 czerwca | SS4     | 13:29    | Rengini      | 25.04km | Markko Märtin     | 19:38.1 | Markko Märtin |
| 1 14 czerwca | SS5     | 15:52    | Inohori 1    | 23.00km | Markko Märtin     | 18:04.8 | Markko Märtin |
| 1 14 czerwca | SS6     | 16:40    | Pavliani 2   | 24.45km | Petter Solberg    | 19:37.4 | Markko Märtin |
| 2 15 czerwca | SS7     | 08:35    | Bauxites 1   | 23.45km | Petter Solberg    | 14:00.4 | Markko Märtin |
| 2 15 czerwca | SS8     | 09:58    | Drosohori 1  | 28.68km | Markko Märtin     | 23:27.2 | Markko Märtin |
| 2 15 czerwca | SS9     | 11:56    | Elatia 1     | 37.15km | Richard Burns     | 24:12.6 | Colin McRae   |
| 2 15 czerwca | SS10    | 13:09    | Mendenitsa 1 | 17.34km | odcinek anulowany | –       | Colin McRae   |
| 2 15 czerwca | SS11    | 15:34    | Bauxites 2   | 23.45km | Petter Solberg    | 13:44.8 | Colin McRae   |
| 2 15 czerwca | SS12    | 10:54    | Drosohori 2  | 28.68km | Markko Märtin     | 23:07.8 | Colin McRae   |
| 3 16 czerwca | SS13    | 08:58    | Inohori 2    | 23.00km | Marcus Grönholm   | 17:35.2 | Colin McRae   |
| 3 16 czerwca | SS14    | 10:16    | Karoutes 2   | 18.89km | Marcus Grönholm   | 11:39.9 | Colin McRae   |
| 3 16 czerwca | SS15    | 12:49    | Elatia 2     | 37.16km | Marcus Grönholm   | 23:59.9 | Colin McRae   |
| 3 16 czerwca | SS16    | 14:02    | Mendenitsa 2 | 17.34km | Harri Rovanperä   | 11:04.0 | Colin McRae   |

## Klasyfikacja po 7 rundach
Tabele przedstawiają tylko pięć pierwszych miejsc.

### Kierowcy
| Lp. | Kierowca        | Pkt |
| --- | --------------- | --- |
| 1   | Marcus Grönholm | 37  |
| 2   | Carlos Sainz    | 23  |
| 3   | Gilles Panizzi  | 20  |
| 4   | Colin McRae     | 20  |
| 5   | Richard Burns   | 19  |

### Producenci
| Lp. | Producent                    | Pkt |
| --- | ---------------------------- | --- |
| 1   | Peugeot Total                | 77  |
| 2   | Ford Rallye Sport            | 55  |
| 3   | 555 Subaru WRT               | 35  |
| 4   | Marlboro Mitsubishi Ralliart | 6   |
| 5   | Škoda Motorsport             | 5   |